# امرأة لكل الرجال (فلم)
امرأة لكل الرجال هو فيلم لبناني - مصري عرض عام 1971، بطولة رشدي أباظة وشمس البارودي ونور الشريف، ومن تأليف وإخراج سيد طنطاوي.

## قصة الفيلم
تفقد سهير (شمس البارودي) أحد أشيائها في الكازينو فيلحظها رؤوف (نور الشريف) ويحاول اللحاق بها، ولكنه يفشل فيتتبع سيارتها حتى يصل لمنزلها ليتورط في علاقةٍ جسديةٍ معها على الرغم من أنه متزوج، يستيقظ فلا يجدها بجواره تاركةً له قداحة عليها رسالة. يكتشف بعد فترةٍ أن أحد أصدقائه ويدعى شريف (إبراهيم خان) يمتلك قداحة شبيهة بقداحته، فيعرف أنه كان على علاقة بها فيبدأ بالبحث عنها عندما يكتشف أنها كررت نفس الفعلة عدة مرات.

## طاقم التمثيل
- رشدي أباظة: (عادل)
- شمس البارودي: (سهير)
- نور الشريف: (رؤوف)
- إبراهيم خان: (شريف - ضيف شرف)
- نادية أرسلان
- صلاح نادر
- سعاد كريم
- ميشلين ضو
- جوزيف معوض

## فريق العمل
- إخراج: سيد طنطاوي
- تأليف: سيد طنطاوي
- مدير التصوير: علي خير الله
- مونتاج: ميشال تامر
- إنتاج: صباح السينمائية
- توزيع: صباح السينمائية

## روابط خارجية
- امرأة لكل الرجال على موقع قاعدة بيانات الأفلام العربية